# Смыслов, Валентин Иванович
Валентин Иванович Смыслов  (22 июля 1928, Невель — 12 марта 2004, Москва) — советский судостроитель и государственный деятель, член ЦК КПСС, лауреат Государственной премии СССР.

## Биография

### Ранние годы
Родился 22 июля 1928 года. В 1951 году окончил Ленинградский кораблестроительный институт. 

### Работа в судостроительной промышленности
С 1951 по 1959 работал на Зеленодольском судостроительном заводе технологом,  начальником технологического бюро, начальником цеха, главным технологом, главным строителем завода. В 1959 году перешел на Пензенский дизельный завод, однако через год вернулся. С 1966 по 1969 годы работал директором Зеленодольского судостроительного завода. 
Под руководством Смыслова на заводе строились противолодочные корабли проектов 204 и 1124, пассажирские теплоходы на подводных крыльях «Метеор», большие серии промысловых судов, другой продукции судового машиностроения. В 1967 г. на заводе введен в эксплуатацию крупнейший в Европе цех титанового литья. 
С 1969 по 1977 годы Смыслов возглавлял Всесоюзное объединение «Судозагранпоставка».

### Государственная деятельность
С 1977 по 1981 годы — начальник 2-го Главного Управления и член коллегии Министерства судостроительной промышленности СССР. В 1981—1985 годах — заместитель министра судостроительной промышленности СССР (в 1984—1985 годах — первый заместитель министра).
В 1985—1991 годах первый заместитель председатель Госплана СССР, где курировал военно-промышленный комплекс. В 1986—1991 годах — первый заместитель председателя Военно-промышленной комиссии при Совете Министров СССР.
На 27 съезде КПСС был избран членом ЦК КПСС.

### Смерть
Валентин Иванович жил в Москве, он умер 12 марта 2004 года. Похоронен на Троекуровском кладбище.

## Награды и звания
- Орден Ленина
- Два ордена Трудового Красного Знамени
- Орден Знак Почёта
- Лауреат Государственной премии СССР (1979)